# 源惟良
源惟良（げん いりょう、男性、生没年不詳）は、江戸時代中期の日本の篆刻家である。
字は顕哉、号に東壑・泐石。通称森礼蔵。一時伊藤姓を名乗る。京都の人。

## 略伝
学問を好み、文章が巧かった。また篆刻を嗜むうちに高芙蓉門下となりついに奥義を極め、その高弟となる。芙蓉が没すると芙蓉の収蔵していた古銅印を集めた『芙蓉山房私印譜』百部を作り、関係者に配布した。また芙蓉十三回忌には余延年とともに全国の芙蓉門下に呼びかけて68人の名家の印を集め『高芙蓉追善印譜』を制作した。
大酒飲みである夜に過って河に転落し自身ではそれに気が付かなかったが翌朝目覚めると松の枝に引っかかって助かっていたという逸話がある。天明の大火（天明8年）の後に田必器を訪ねて伊勢山田に遊歴。このとき24歳の小俣蠖庵に篆刻を伝えた。

## 印譜
- 『東壑顕哉道人印譜』

### 編集
- 『芙蓉山房私印譜』
- 『高芙蓉追善印譜』